# Sigiswald Kuijken
Sigiswald Kuijken (Dilbeek, 16 de febrero de 1944) es un director de orquesta, violinista e intérprete de viola da spalla y viola da gamba belga.
Forma parte de una familia destacada de músicos belgas; su hermano mayor Wieland Kuijken, es un gran intérprete de viola de gamba y de violonchelo, y su hermano menor, Barthold Kuijken, es un reconocido flautista. Sigiswald estudió en el Conservatorio de Brujas y después en el de Bruselas, en el que fue alumno de Maurice Rakin.
Desde el año 1970, aprendió a tocar la viola de gamba de forma autodidacta, siempre al lado de su hermano, que se había convertido en un destacado intérprete de este instrumento antiguo. En 1972 fundó La Petite Bande, con la que ha realizado diversas grabaciones discográficas entre las cuales destacan Orfeo y Eurídice de Christoph Willibald Gluck.
Ha sido profesor de violín barroco en los Conservatorios de La Haya y Bruselas. Algunos de sus alumnos: Lucy Van Dael, François Fernández, Ryo Terakado, Luis Ottavio Santos, Blai Justo, etc.

## Discografía selecta
- Johann Sebastian Bach: Sonatas y partitas para violín BWV 1001-1006
- Johann Sebastian Bach: Sonatas para violín y clavicémbalo BWV 1014-1019 con Gustav Leonhardt
- Johann Sebastian Bach: Magnificat BWV 243 y Cantata BWV 21 con Reyghere, Jacobs, Pregardien y La Petite Bande
- Johann Sebastian Bach: Conciertos de Brandeburgo BWV 1046-1051 con La Petite Bande
- Johann Sebastian Bach: Suites para orquesta BWV 1066-1069 con La Petite Bande
- Christoph Willibald Gluck: Orfeo y Eurídice con Kweksilber, Jacobs, Falewicz y La Petite Bande
- Georg Friedrich Händel: Alessandro con Jacobs, Boulin, Poulenard y La Petite Bande
- Georg Friedrich Händel: Parténope con Láki, Jacobs, Müller y La Petite Bande
- Joseph Haydn: Sinfonías n.º 26, 52, 53, 82-92 con La Petite Bande y la Orquesta Age of Englightenment
- Joseph Haydn: Sinfonías de Londres n.º 93-104 con La Petite Bande
- Joseph Haydn: L'infedeltà delusa con Argenta, Lootens, Prégardien y La Petite Bande
- Wolfgang Amadeus Mozart: Las bodas de Fígaro con van Mechelen, Oelze, Claessens, Biccire y La Petite Bande
- Wolfgang Amadeus Mozart: Don Giovanni con van Mechelen, Vink, Argenta, Högman y La Petite Bande
- Wolfgang Amadeus Mozart: Così fan tutte con Groop, Isokoski, Argenta, Schäfer y La Petite Bande
- Wolfgang Amadeus Mozart: La flauta mágica con Siebert, LeBlanc, Genz, Hauptmann y La Petite Bande
- Wolfgang Amadeus Mozart: Sonatas para violín y fortepiano con Luc Devos